# Caroline Friederike von Schlözer
Caroline Friederike von Schlözer, geborene Roederer (* 15. Mai 1753 in Göttingen; † 28. April 1808 ebenda) war eine deutsche Kunststickerin und Malerin.

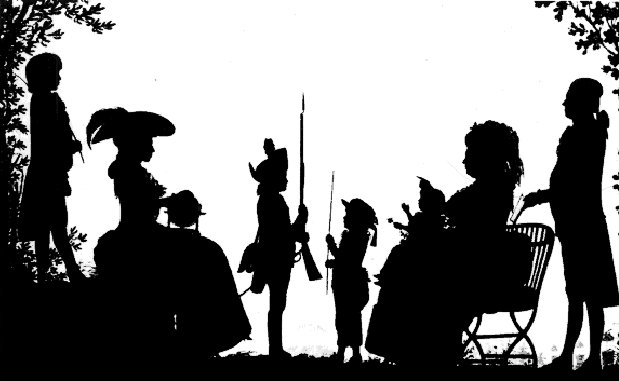
Professor Schlözer mit Frau und seinen fünf Kindern, Tochter Dorothea mit Globus

## Leben
Caroline Friederike Roederer war die Tochter des Anatomen Johann Georg Roederer. Sie heiratete am 5. November 1769 im Alter von 16 Jahren den Historiker und Juristen August Ludwig von Schlözer, der sie schon im Alter von 8 Jahren als Schülerin kennengelernt hatte. Sie wurde später europaweit als Malerin und Kunststickerin bekannt. Sie schuf sowohl Bildnisse wie auch Landschaften. Im Städtischen Museum Göttingen ein Porträt Martin Luthers von ihr als Wachsbossiererin erhalten, welches ihre Tochter Dorothea Charles de Villers geschenkt hatte. Von Schlözer wurde 1806 Ehrenmitglied der Preußischen Akademie der Bildenden Künste. Die einzige überlebende Tochter aus dieser Ehe war Dorothea Schlözer (1770–1825). Christian von Schlözer (1774–1832), Professor für Staatsrecht in Moskau und Bonn und Karl von Schlözer (1780–1859), Kaufmann und russischer Konsul in Lübeck, waren deren jüngere Brüder. Insgesamt hatte sie 8 Kinder geboren, von denen drei bereits als kleine Kinder verstarben.
Im Familienbesitz der Familie Schlözer ist ein von Friedrich Carl Gröger geschaffenes Altersporträt der Caroline von Schlözer überliefert.